# R-Girl's Rock!
R-Girl's Rock је други мини-албум јапанског рок бенда Скандал. Овај албум обрада је изашао 17. новембра 2010. године. Први и једини сингл из овог албума "Secret Base ~Kimi ga Kureta Mono~" изашао је 21. априла 2010. године али само у дигиталном издању.
Албум је дебитовао на Орикон недељним листама на деветом месту са 13 555 копија проданих. У Јапану је укупно продато 19 908 копија. На Billboard Japan Top Albums лситама албум е достигао осмо место.

## Преглед Албума
Наслов албума "Respect Girl's Rock" у преводу значи "Поштујте рок девојака". Харуна Оно је изјавила да се израз "Girl's Rock" односи на Момое Јамагући од које је то чула много пута у детињству на ТВ-у и зато су одлучиле да користе песму Rock 'n' Roll Widow у албуму. Sunny Day Sunday је прва песма у којо је Рина Сузуки преузела улогу водећег вокала од Харуне.

## Листа Песама
| №               | Назив                            | Аутор(и)        | Оригинални уметник     | Трајање |  |
| 1.              | Roppongi shinju ((六本木心中))   | Јукава Реико    | Ann Lewis (1984)       | 4:25    |  |
| 2.              | ((恋人がサンタクロース))         | Мацутоја Јуми   | Мацутома Јуми (1980)   | 4:07    |  |
| 3.              |                                  | JITTERIN'JINN   | JITTERIN'JINN (1989)   | 4:51    |  |
| 4.              | (ロックンロール・ウィドウ)       | Аки Јоко        | Момое Јамагући (1980)  | 3:20    |  |
| 5.              | DAYDREAM                         | Јуки            | JUDY AND MARY (1994)   | 4:01    |  |
| 6.              |                                  | Мацутома Јуми   | Sentimental Bus (1998) | 2:26    |  |
| 7.              | (secret base ～君がくれたもの～) | Маћида Норихико | ZONE (2001)            | 5:17    |  |
| Укупно трајање: | Укупно трајање:                  | Укупно трајање: | Укупно трајање:        | 28:23   |  |

## Појаве
| Држава         | Датум              | Формат                   | Издавач | Каталошки број |
| -------------- | ------------------ | ------------------------ | ------- | -------------- |
| Јапан          | 17. новембар 2010. | ЦД, Дигитално преузимање | Epic    | ESCL–3562      |
| Хонг Конг      | 19. новембар 2010. | ЦД, Дигитално преузимање | Epic    | 88697810102    |
| Република Кина | 24. децембар 2010. | ЦД, Дигитално преузимање | Epic    | 88697810102    |
| Сингапур       | Мај 2011.          | ЦД, Дигитално преузимање | Epic    | 88697810102    |